# Apollo Project Evo

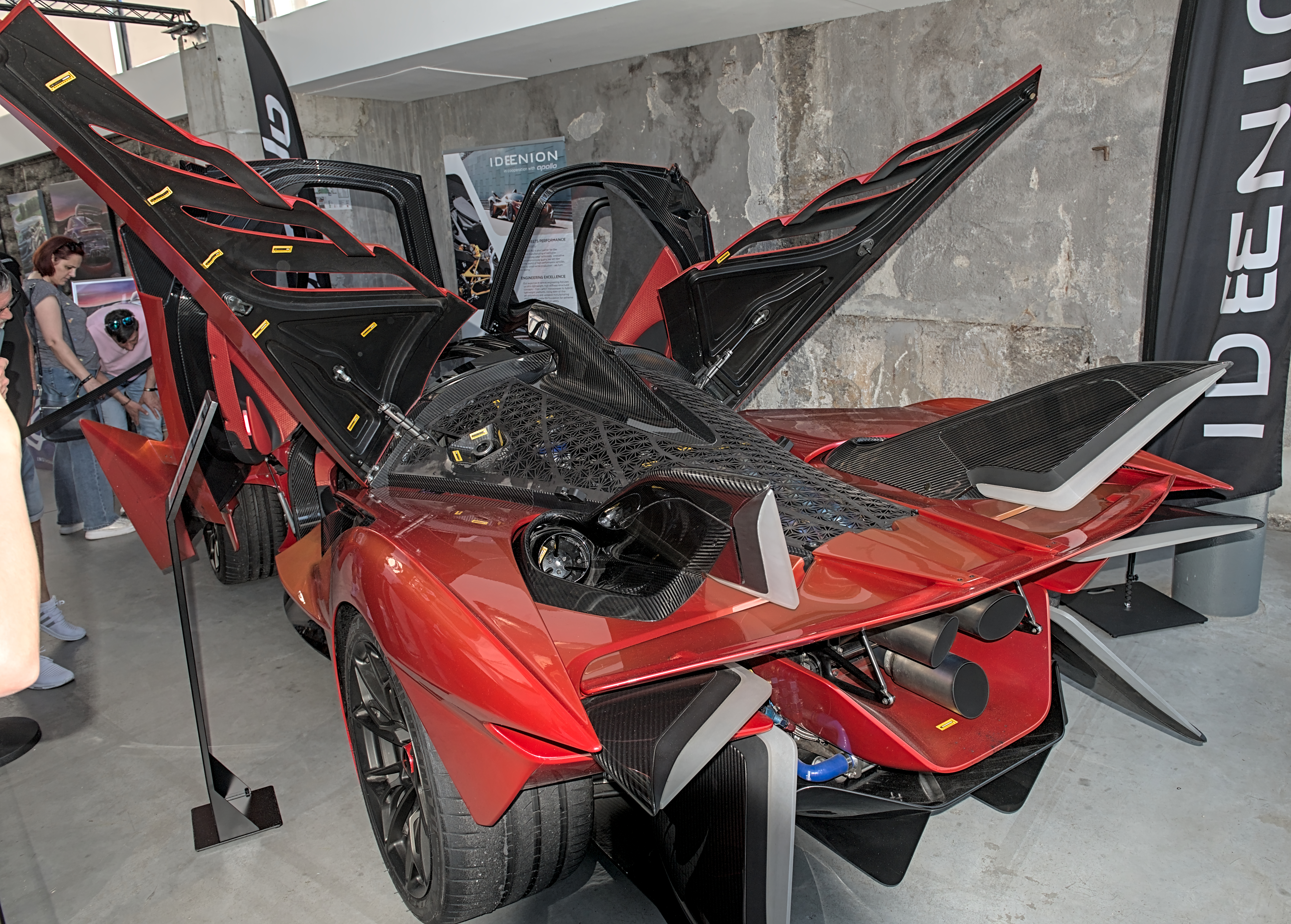
Vue de l'arrière

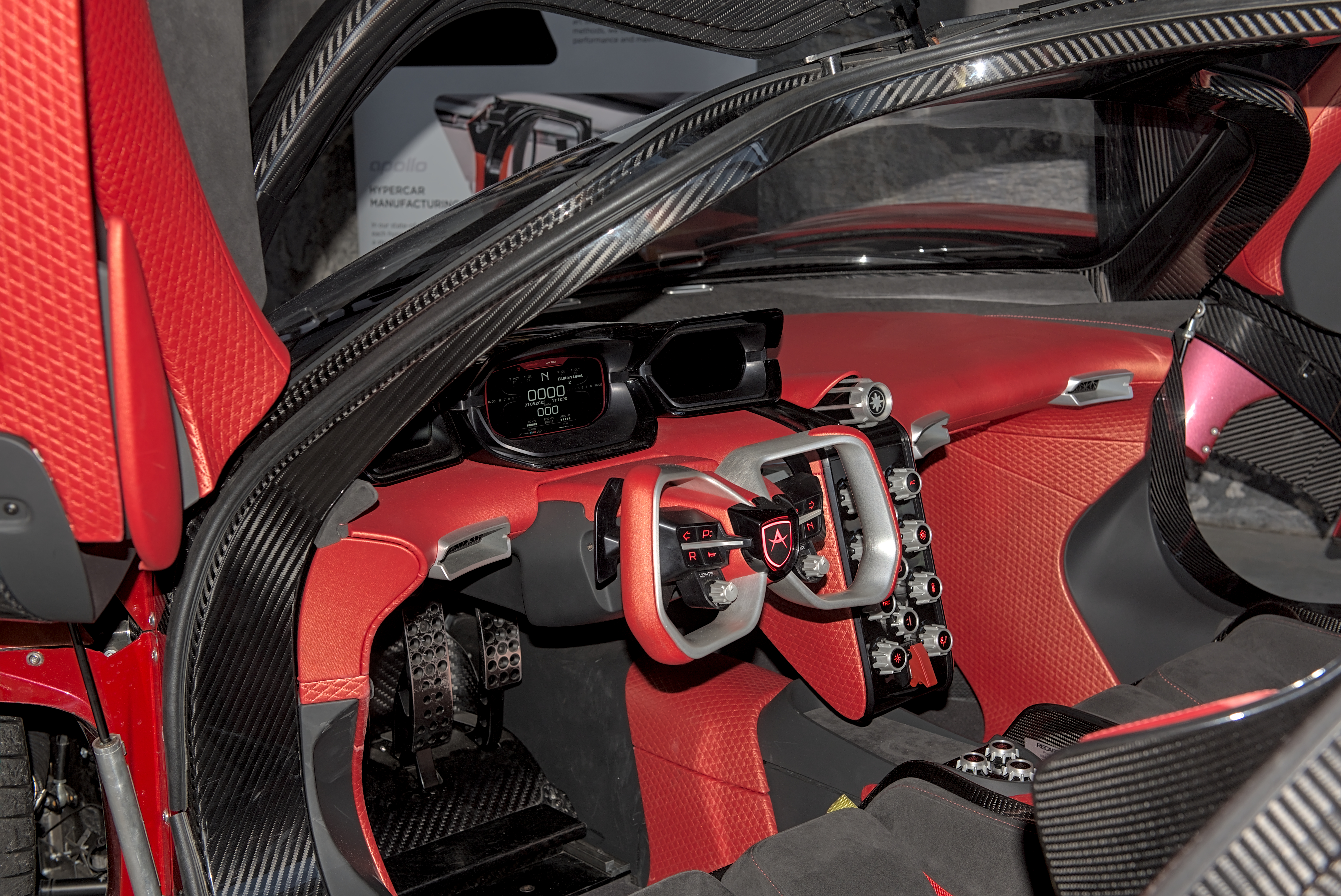
Intérieur

 (décembre 2023).
L'Apollo Project Evo, aussi appelée Apollo Evo, ou encore The Project EVO, est une supercar du constructeur automobile allemand Apollo. C'est l'évolution de l'Apollo Intensa Emozione.

## Historique
La Project Evo est présentée en 2021 à l'Exposition internationale des importations à Shanghai, en Chine.
C'est une évolution « folle » de l'Apollo IE. Elle ressemble à la Bugatti Bolide, avec sa signature lumineuse en forme de X.
Son prix est de 2,5 Millions d'euros.

## Caractéristiques
| Version                 | Project Evo               |
| Années de production    | 2021                      |
| Production totale       | 1 exemplaire              |
| Prix de base            | 2 500 000 €               |
| Type de production      | Concept car               |
| Classe                  | Supercar                  |
| Énergie                 | Essence                   |
| Moteur(s)               | V12 6.3 L                 |
| Position du moteur      | Centrale arrière          |
| Puissance Maximale      | 780 ch                    |
| Couple Maximal          | 760 Nm                    |
| Transmission            | Propulsion                |
| Boîte de vitesses       | Automatique à 8 rapports  |
| Vitesse maximale        | 335 km/h                  |
| 0 à 100 km/h            | 2,6 s                     |
| 0 à 200 km/h            | ?                         |
| 0 à 300 km/h            | ?                         |
| Consommation mixte      | ?                         |
| Emission de CO2         | ?                         |
| Rapport poids/puissance | 1,54 kg/ch                |
|                         |                           |
| Carrosserie             | Coupé 2 portes (2 places) |
| Portières               | élytres                   |
| Masse à vide            | 1200 kg                   |